# Titurel
Die Titurel-Fragmente stammen vom mittelalterlichen Dichter Wolfram von Eschenbach (um 1170 – um 1220) und erzählen in strophischer Form die Geschichte des Liebespaares Sigune und Schionatulander. Über die Entstehungszeit der Fragmente ist sich die Forschung bis heute nicht einig. Eine verbreitete Annahme ist nach wie vor, dass der „Titurel“ zwischen den beiden anderen großen Werken Wolframs, dem „Parzival“ (höfischer Roman) und dem „Willehalm“ (Heldenepos), entstanden sei. Der „Titurel“ ist der erste Stoff der deutschen Literatur aus dem Artuskreis, der über keine fremde Vorlage verfügt. Bekannter als sein Ursprungswerk ist nur der „Jüngere Titurel“ Albrechts, der um 1260/1270 entstanden sein dürfte und in dem Wolframs Werk zu einem Epos von über 6300 Titurelstrophen ausgearbeitet wird.

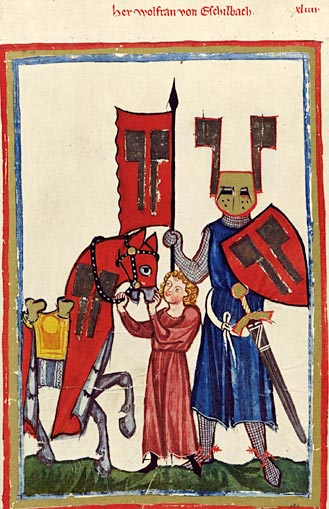
Wolfram von Eschenbach in einer Darstellung des Codex Manesse (um 1300)

## Überlieferung
Wolframs „Titurel“ findet sich in drei Handschriften überliefert. Zunächst in der Handschrift G der Bayerischen Staatsbibliothek München, deren Entstehung auf die Mitte des 13. Jahrhunderts datiert ist. Sie ist somit die Handschrift, die der Entstehungszeit der Fragmente am nächsten kommt. Überliefert sind 164 Strophen.
Der zweite Überlieferungsträger ist die Handschrift H aus der Österreichischen Nationalbibliothek Wien, besser bekannt unter dem Namen „Ambraser Heldenbuch“. Entstanden ist sie zwischen 1504 und 1516. Die Handschrift zeugt allerdings nur von 68 Strophen des „Titurel“ und deckt sich bis auf fünf zusätzliche Strophen großteils mit der Handschrift G.
Die Handschrift M der Universitätsbibliothek München aus der Zeit um 1300 ist die am schlechtesten erhaltene und verfügt nur über 46 Strophen oder Strophenteile aus dem ersten Fragment, die sich teils schwer leserlich und in anderer Strophenfolge darstellen.
Die Handschriften H und M weisen elf zusätzliche Strophen auf, die in G nicht vorkommen. Heute geht man davon aus, dass die Handschriften G und H zwei unterschiedliche Zweige der Überlieferung darstellen, während M eine Zwischenstellung einnimmt. Als Leithandschrift dient der mediävistischen Forschung die älteste und umfangreichste Überlieferung G.

## Verfasser und Entstehungszeit
Wolfram von Eschenbach zählt neben Heinrich von Veldeke und Hartmann von Aue zu den großen deutschsprachigen Epikern des Mittelalters und lebte ungefähr zwischen 1170 und 1220. Es ist bekannt, dass er über Verbindungen zur bayerischen Herzogsfamilie der Wittelsbacher und zum Landgrafen Hermann von Thüringen verfügte, wobei Letzterer als Auftraggeber des „Willehalm“ bekannt ist. Wolframs Gesamtwerk umfasst neben drei epischen Werken („Parzival“, „Willehalm“, „Titurel“) neun Lieder.
Bezüglich der Entstehungszeit der „Titurel“-Fragmente gibt es nur Mutmaßungen. In der Forschung wird angenommen, dass sie zwischen dem „Parzival“ und dem „Willehalm“ entstanden sein könnten. Immer wieder treten im „Titurel“ Details auf, die aus dem „Parzival“ als bekannt für den Leser vorausgesetzt werden. Als Datierungsquelle würde sich nur die Strophe 87 eignen, welche über den bereits verstorbenen Hermann von Thüringen berichtet. Das heißt, dass man sich in der Zeit nach 1217 bewegen würde, die Echtheit dieser Strophe wird stark angezweifelt.
Warum das Werk nur fragmentarisch überliefert wurde, konnte bis heute nicht geklärt werden. Wolframs Tod um 1220 stellt für die Forschung immer noch einen möglichen Grund für den abrupten Abbruch der Fragmente dar. Es gilt in Betracht zu ziehen, dass das Werk zu Wolframs Zeiten durchaus vollständig gewesen sein könnte und möglicherweise nur durch schlechte Überlieferungsmöglichkeiten zu einem Fragment wurde.

## Handlung

### Fragment I
Titurel ist der Stammvater der Gralssippe. Er übergibt in den ersten überlieferten Strophen seinem Sohn Frimutel die Gralsherrschaft, tritt aber im weiteren Verlauf nicht mehr auf. Dennoch sind die Fragmente nach Titurel benannt, da sein Name in den überlieferten ersten Strophen zuerst fällt.
Im Folgenden wird der Leser in die Verwandtschaftsverhältnisse eingeführt und die Protagonisten werden vorgestellt. Sigune ist Titurels Urenkelin, deren Mutter bei der Geburt stirbt. Sie wächst daher bei ihrer Tante Herzeloyde auf. Schionatulander ist der Enkel des Gurnemanz von Graharz und wird Knappe des Gahmuret. Indem sich Herzeloyde und Gahmuret vermählen, wachsen die Kinder, Sigune und Schionatulander, gemeinsam auf und verlieben sich. Eine räumliche Trennung steht bevor, als Gahmuret Schionatulander in den Orient mitnehmen will. Die Kinder gestehen den Eltern daraufhin ihre Liebe.

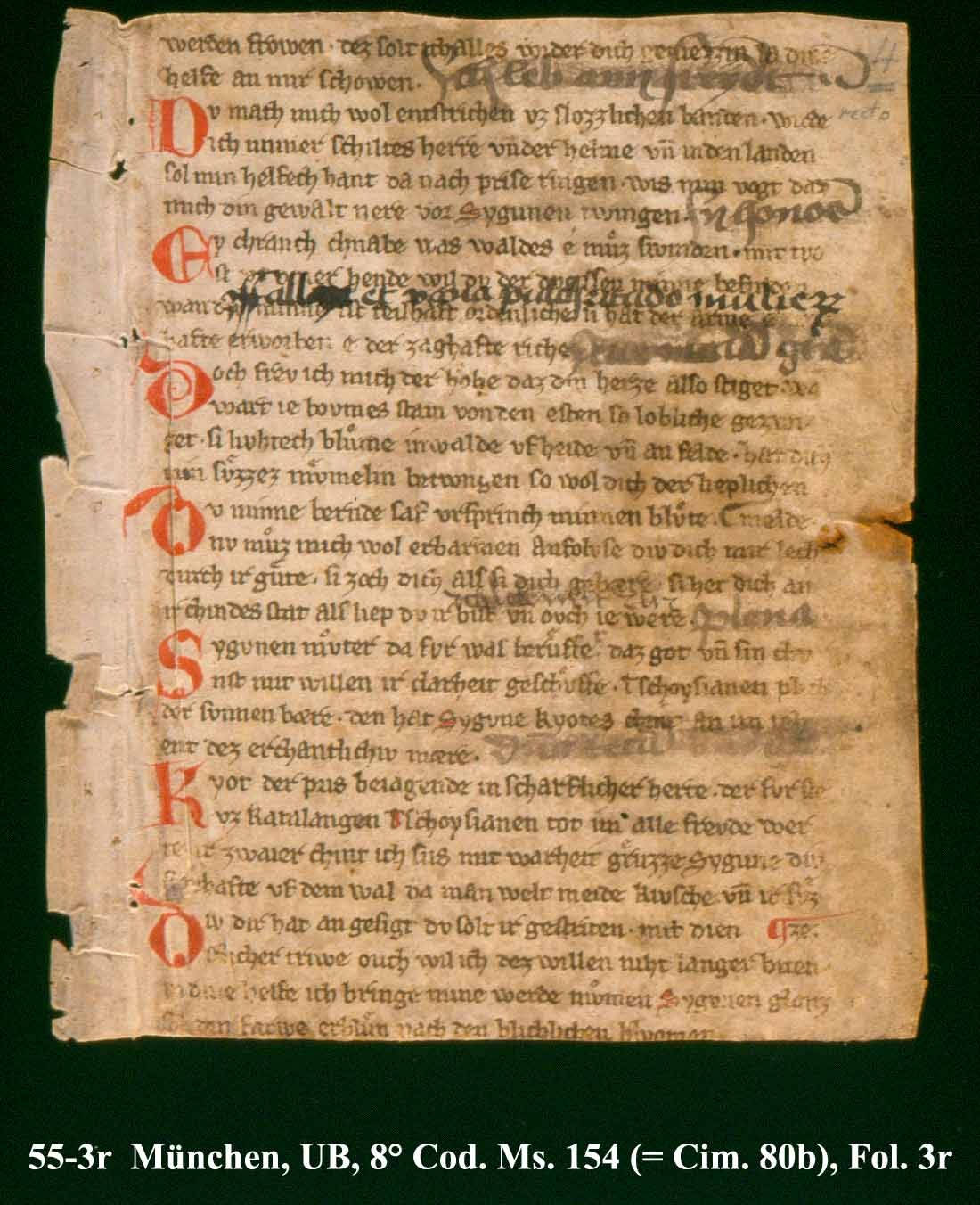
Ein Ausschnitt des „Titurel“-Fragments aus der Handschrift M der Universitätsbibliothek München

### Fragment II
Ohne die Vorkommnisse und Gahmurets Tod im Orient aufzuklären, steigt die Handlung im zweiten Fragment circa anderthalb Jahre später ein. Sigune und Schionatulander lagern auf einer Wiese im Wald. Ein Jagdhund taucht auf der Lichtung auf und wird von Schionatulander eingefangen. Auf seiner  langen und mit Edelsteinen besetzten Leine steht sein Name, Gardeviaz, und die Liebesgeschichte seiner Herrin. Bevor Sigune die Geschichte zu Ende lesen kann, flüchtet der Hund samt Leine. Schionatulander versucht zunächst ihn wieder einzufangen, was ihm misslingt. Sigune setzt es sich zum höchsten Ziel die Geschichte zu Ende zu lesen und beauftragt ihren Geliebten mit der Suche nach der Leine. Wenn ihm dies gelingen sollte, würde sie ihm Minne gewähren. Schionatulander stimmt zu. Danach bricht das Fragment unvermittelt ab.

### Hinweise aus demParzival
Der Ausgang der Liebesbeziehung ist aus dem „Parzival“ ansatzweise bekannt. Parzival trifft im Laufe seiner Gralssuche auf eine klagende Frau, deren erschlagener Geliebter in ihrem Schoß liegt (Pz. 138,9-142,2). Sigune klärt Parzival in dieser Szene über ihre Verwandtschaftsbeziehung auf: Sie ist seine Cousine. Über den toten Schionatulander in ihrem Schoß sagt sie: in unser zweier dienste den tôt hat er bejagt („in deinem und meinem Dienst hat er sich den Tod erjagt“). Seinen Mörder nennt Sigune ebenfalls: Orilius, der Bruder Lähelins, der Parzival seiner Erbländer beraubt hatte. Schionatulander sollte in Parzivals Namen an ihm Rache üben. Eine zweite Aussage Sigunes ein bracken seil gap im den pîn („eine Hundeleine fügte ihm dieses Leid zu“) lässt nur erahnen, was dem minnekranken Schionatulander widerfahren sein muss, nachdem er von Sigune am Ende des „Titurel“ den Auftrag zur Suche nach der Leine bekommen hatte. Auch der „Parzival“ liefert letztlich keine vollständige Aufklärung über Schionatulanders tragisches Ende. Es folgen nur noch drei Szenen, in denen Parzival auf die klagende Sigune trifft, die sich infolge des Todes ihres Geliebten für ein Klausnerleben entschied. Bei ihrem letzten Treffen findet Parzival Sigune tot in ihrer Klause über dem Grab Schionatulanders und bestattet sie neben ihm.

## Textauszug
Original:
| 170 | Si sprach: ‚dâ stuont âventiure an der strangen. sol ich die niht zende ûz lesen, mir ist unmære mîn lant ze Katelangen. swaz mir iemen rîcheit möhte gebieten, unt obe ich wirdec wære ze nemene, dâ für wolt ich mich der schrifte nieten.     |
| 171 | Daz spriche ih, werder friunt, dir noch niemen ze vâre. obe wir beidiu iunc solten leben zuo der zît unsere künftigen iâre, sô daz dîn dienst doch gerte mîner minne, du muost mir daz seil ê erwerben, dâ Gardevîaz ane gebunden stuont hinne.’ |

Übersetzung:
| 170 | Sie sagte: „Da stand eine Aventiure auf dem Seil. Wenn ich die nicht bis zu Ende auslesen werde, ist mir mein ganzes Land Katelangen gleichgültig. Was man mir auch an Reichtum anböte, und selbst wenn ich verdiente, ihn anzunehmen, ich würde stattdessen lieber die Schrift haben. |
| 171 | Das sage ich nicht, edler Freund, um dich oder jemanden sonst in Gefahr zu bringen. Wenn wir beide, jung wie wir sind, die Schuldigkeit hätten, im gegenwärtigen Zeitpunkt unsere künftigen Jahre lebend vorzubereiten, indem du mit deinem Dienst meine Liebe noch weiter verdienen willst, dann musst du mir zuerst das Seil holen, an dem Gardeviaz eben hier drinnen angebunden stand. |

## Strophenform
Der „Titurel“ ist in strophischer Form abgefasst und nicht in Reimpaarversen, wie es für eine höfische Erzählung aus damaliger Zeit typisch wäre. Strophen fungieren als Träger höfischer Epen und lyrischer Formen. Ohne Zweifel steht der „Titurel“ zwischen diesen beiden literarischen Traditionen. Ähnlich dem Nibelungenlied sind die Strophen alle vierzeilig mit paarweise gereimten, zäsurierten Langversen. Die Strophen folgen demnach einer idealtypischen Form: 4-4a, 4-6a, 6b, 4-6b. Eine achttaktige und zwei zehntaktige Langzeilen weisen jeweils eine Zäsur nach der vierten Hebung auf und werden von einem unzäsurierten dritten Vers mit sechs Hebungen unterbrochen.
Bei näherer Betrachtung des Textes stellt man fest, dass dieses Schema nur bedingt eingehalten wird, da sich gleichzeitig zu viele Ausnahmen und rhythmische Varianten in Form von zu langen oder zu kurzen Versen in den Fragmenten finden, die sich nicht gleichmäßig über den Text verteilen. Dass dem Dichter bei seinen Strophen ein Melodierahmen vorschwebte, ist sehr wahrscheinlich. Die überlieferte Melodie veranschaulicht deren ungefähre Gestalt.

### Die Titurelstrophe
Auf dem Vorsatzblatt des Codex 2675 der Österreichischen Nationalbibliothek (Handschrift A), in dem der „Jüngere Titurel“ mitüberliefert ist, findet man die so genannte „Wiener Melodie“. Der Text dieser Strophe bezieht sich inhaltlich auf den „Titurel“, ist aber an keiner anderen Stelle überliefert, weder in Wolframs Fragmenten noch in Albrechts Neubearbeitung. Der Autor ist unbekannt. Als Quelle für Form und Stoff der Strophe kommt nur der „Jüngere Titurel“ in Frage. Da die Strophe schon um 1300 in die Wiener Handschrift A eingetragen wurde, dürfte es sich um eine der frühesten Gedichte rund um den „Jüngeren Titurel“ handeln. Inhalt der Strophe ist eine in sich abgeschlossene Sigunen-Klage. Möglicherweise deutet ihre Aufzeichnung auf dem Vorsatzblatt des Codex darauf hin, dass man Albrechts „Jüngeren Titurel“ nach der vorliegenden Melodie iamer ist mir entsprungen singen sollte, einer Melodie, die demnach damals an diesem Ort bekannt sein musste – vielleicht sogar bekannter als der „Jüngere Titurel“ selbst.
Die Titurelstrophe zeigt in ihrem Aufbau Ähnlichkeiten zur Nibelungenstrophe, die aus vier paarweise gereimten Langzeilen mit Anvers und Abvers besteht. Sie unterscheidet sich von ihrer Vorgängerform nur durch eine eingeschobene Kurzzeile und eine Abversverlängerung. Aus diesem Grund wird sie als Weiterentwicklung der Nibelungenstrophe bezeichnet.

## Rezeptionsgeschichte –Jüngerer Titurel
Die Rezeption des Titurelstoffes bezieht sich vor allem auf Albrechts „Jüngeren Titurel“, der weit häufiger als Wolframs Ursprungswerk überliefert ist (13 Handschriften, 45 Fragmente). Albrecht arbeitet sämtliche 175 Strophen Wolframs in den „Jüngeren Titurel“ ein und baut diesen zu einem über 6300 Strophen umfassenden Grals- und Schionatulander-Roman aus, was etwa dem doppelten Umfang des „Parzival“ Wolframs entspricht. Der „Jüngere Titurel“ dürfte um 1300 sehr beliebt gewesen sein, da er mit seinen fast 60 Überlieferungsträgern den beiden größten Epen Wolframs, dem „Parzival“ mit über 80 und dem „Willehalm“ mit über 70 Textzeugen, um nichts nachsteht. Die „Titurel“-Fragmente erscheinen mit ihren drei Textzeugen dagegen sehr schmal. Seit dem 14. Jahrhundert galt der „Jüngere Titurel“ als Wolframs Hauptwerk, ehe im 19. Jahrhundert August Wilhelm Schlegel erkannte, dass lediglich die zwei Fragmente von Wolfram selbst stammen.
Vor allem die Strophenform des „Jüngeren Titurel“ hatte großen Einfluss auf die spätmittelalterliche Literatur. Mehr als 20 Dichtungen aus dieser Zeit sind nach der Vorlage der Titurelstrophe verfasst, darunter „die Jagd“ von Hadamar von Laber und „Das Buch der Abenteurer“ von Ulrich Füetrer.

### Zur Einführung
- Horst Brunner: Geschichte der deutschen Literatur des Mittelalters und der Frühen Neuzeit. Reclam (Nr. 17680), Stuttgart 2010, ISBN 978-3-15-017680-1.
- Joachim Bumke: Die Wolfram von Eschenbach Forschung seit 1945. Bericht und Bibliographie. Wilhelm Fink, München 1970.

### Textausgaben
- Wolfram von Eschenbach: Titurel. Text – Übersetzung – Stellenkommentar. De Gruyter, Berlin / New York 2003, ISBN 3-11-016971-1.
- Wolfram von Eschenbach: Titurel. Mit der gesamten Parallelübersetzung des Jüngeren Titurel. Niemeyer, Tübingen 2006, ISBN 3-484-64028-6.

### Sekundärliteratur
- Karin Eckstein: Der Jüngere Titurel der Bayerischen Staatsbibliothek (Cgm 8470). In: Bibliotheksforum Bayern. Bd. 18 (2024), Heft 2, S. 19–23 (online).
- Kurt Gärtner, Joachim Heinzle: Studien zu Wolfram von Eschenbach. Festschrift für Werner Schröder zum 75. Geburtstag. Niemeyer, Tübingen 1989, ISBN 978-3-484-10627-7.
- Joachim Heinzle: Stellenkommentar zu Wolframs Titurel. Beiträge zum Verständnis des überlieferten Textes. Niemeyer, Tübingen 1972, ISBN 978-3-484-15025-6.
- Elisabeth Martschini: Schrift und Schriftlichkeit in höfischen Erzähltexten des 13. Jahrhunderts. Kiel, Solivagus 2014, S. 50–56, S. 291–556, ISBN 978-3-943025-14-9.
- Volker Mertens: Zu Text und Melodie der Titurelstrophe: Iamer ist mir entsprungen. In: Wolfram-Studien I. Erich Schmidt, Berlin 1970, ISBN 978-3-503-00478-2, S. 219–239.
- Wolfgang Mohr: Zur Textgeschichte von Wolframs ›Titurel‹. In: Wolfram-Studien IV. Erich Schmidt, Berlin 1977, ISBN 978-3-503-01239-8, S. 25–47.
- Thomas Neukirchen: ‚Titurel‘. 1. Der Stoff. 2. Perspektiven der Interpretation. 3. Bibliographie zum ‚Jüngeren Titurel‘ 1807–2009. In: Joachim Heinzle (Hg.): Wolfram von Eschenbach. Ein Handbuch. Berlin / Boston 2011, ISBN 978-3-11-019053-3, S. 446–475, 502–522, 1307–1346.
- Christa Ortmann: ›Titurel‹ im ›Parzival‹-Kontext. Zur Frage nach einer möglichen Strukturdeutung der Fragmente. In: Wolfram-Studien VI. Erich Schmidt, Berlin 1980, ISBN 978-3-503-01646-4, S. 25–47.
- Burghart Wachinger: Verfasserlexikon. Deutschsprachige Literatur des Mittelalters. Studienauswahl. 2., vollständig überarbeitete Auflage, de Gruyter, Berlin / Boston 2001, ISBN 978-3-11-016911-9.
- Max Wehrli: Wolframs ‚Titurel‘. Westdeutscher Verlag, Opladen 1974, ISBN 978-3-531-07194-7.